# 哈立德·马哈苏德
哈立德·马哈苏德（1977年—2018年2月8日），又名哈立德·賽義德·沙伊納（خالد سید سجنا），是巴基斯坦塔利班运动副首領及马哈苏德部族分支首領。在「巴塔」前首領哈基穆拉·马哈苏德於2013年11月1日被美国空军无人飞机炸死後，沙伊納曾一度被視為接任「巴塔」首領的熱門人選。
沙伊納曾與繼任「巴塔」首領的法兹卢拉不和。2014年5月28日，沙伊納宣布退出巴基斯坦塔利班运动，称巴基斯坦塔利班运动“蜕变为一伙收费杀手”，其实施的杀人、抢劫、勒索以及绑架等行为不符合伊斯兰教教义。跟隨沙伊納脫離的一派自稱「巴基斯坦南瓦濟里斯坦塔利班運動」。
2014年10月21日，沙伊納被美國國務院列為特定全球恐怖分子。
2017年2月，「巴塔」宣佈沙伊納一派已重新加入。
2018年2月8日，美軍無人機在北瓦济里斯坦的戈维克地区殺死沙伊納。